# Фраштани
Фраштани (грч. Ορεινή, Орини) је насељено место у општини Сер у периферији Средишња Македонија, Грчка. Према попису из 2021. године било је 575 становника.
Село се дели на Горње и Доње Фраштане, који су се до 2001. године водили као посебна насеља. Према бугарском географу и историчару, Василу Канчову, у Горњем је 1900. године живело 545 а у Доњем Фраштану 780 Словена хришћана. Године 1924. из Горњег Фраштана је принудно исељено 333 мештана у Бугарску. Насељавање грчких избеглица није било у Фраштану. Македонски историчар Тодор Симовски, 1998. године наводи да су Фраштани словенско насеље.